# 帝紀
帝紀（ていき）とは、歴代の天皇あるいは皇室の系譜類、あるいはそれらをまとめた分野、特に『古事記』や『日本書紀』以前に存在したと考えられている日本の歴史書の一つ。『旧辞』と共に記紀の取材源になったと考えられているが、古くに散佚し、内容は伝わっていない。本項ではこれについて記述する。

## 概要
681年（天武天皇10年）より天智天皇の皇子の川島皇子と天武天皇の皇子の忍壁皇子が勅命により編纂し、皇室の系譜の伝承を記したという。歴代天皇について、家族関係、治世年数、生没年、陵墓所在地の基本データと治世における出来事を口承で伝わっていたものを記したとされる。『旧辞』と共に天武天皇が稗田阿礼に暗誦させたといい、のちに記紀の基本史料となったという。
一般に、『帝紀』の内容は皇統譜であると考えられている。しかし異説も多く、
- 『古事記』の中・下巻を指すという説。
- 特定の書物を指すのではなく皇室の系譜の伝承を記した書物全般を帝紀と呼ぶとする説。
- 書物になっていない天皇の系譜に関する伝承も帝紀と呼ばれるとの説。
- 『帝紀』『旧辞』は別々の書物ではなく一体のものだったとする説。

などがある。
また『帝紀』は一般に、
- 『古事記』序文に書かれている『帝皇日嗣』、『先紀』
- 『日本書紀』欽明天皇2年3月条に記載がある『帝王本紀』
- 『日本書紀』持統天皇2年11月条に記載がある「古くは『日嗣』と呼ばれた」との注釈がついた「皇祖等之登極次第」
- 『正倉院文書』にある『帝紀日本書』や『日本帝紀』
- 『日本書紀私記甲本』にある『帝王記』

などと同じものであると考えられている。
ただし、「年紀」を意味する「紀」の文字を含む『帝紀』『帝王本紀』『先紀』と、「紀」の文字を含まない『日嗣』等は分けて考えるべきだとする説もある。また、一定の条件を満たす複数の書物ないしは文書の総称である普通名詞としての「帝紀」と、特定の時点で編纂された特定の書物を示す固有名詞としての『帝紀』は明確に区別すべきだとする説もある。さらに、ほとんどの場合に『帝紀』と『旧辞』が並記されることなどから、これらは組み合わせることを前提にしており、二つの史書を組み合わせた日本独自の歴史叙述の形態が存在する可能性も指摘されている。
一方、古代天皇の称号には、居住した宮の名を冠して呼ぶほか、陵墓の所在地を冠して呼ぶときもあり、このことから関西大学の薗田香融は、帝紀とは名を羅列した単なる系図ではなく、「陵墓の所在地と陵墓名も記載され、そこに亡くなった年代・年齢も記されていたもの」と推測し、東京大学の井上光貞も同じ考えであると述べる。
いずれにしても、『帝紀』が重要視されたことは天武天皇の殯宮において帝皇日嗣が読み上げられたことからも分かる。

## 考証
埼玉県行田市の稲荷山古墳出土鉄剣銘にワカタケル（雄略天皇）に「杖刀人首」として奉仕したヲワケの始祖オホヒコに始まる八代の系譜が記されていた。オホヒコは崇神天皇の四道将軍の一人「大彦命」のことと思われ、このことは五世紀後半の雄略天皇の時代に崇神天皇から雄略天皇に至る、後の「帝紀」に発展する「原帝紀」とも言うべき王統譜が存在していたことを示唆しているという。
また「釈日本紀」「上宮記」逸文には「古事記」「日本書紀」の本文にはない応神天皇から継体天皇までの系譜が記されているが、この系譜は用字法から「記紀」よりも古い推古朝のものと判明している。このことは「記紀」とは別に各王族が別個に作成した系譜が存在していた可能性があることを表している。。